# Алоїз Коваржович
Алоїз Коваржович (чеськ. Alois Kovařovic; 5 листопада 1886 — 31 серпня 1970) — чеський футболіст, що грав на позиції півзахисника.

## Футбольна кар'єра
Виступав у команді «Сміхов» (Прага), у складі якої двічі був володарем кубка милосердя у 1906 і 1907 роках.
У складі збірної Богемії зіграв три матчі у 1907—1908 роках. Всі ці матчі були зіграні проти збірної Угорщини.
Футболістом був також брат Алоїза — Карел Коваржович, що грав у складі клубів «Сміхов», «Вікторія» і «Славія».